# HD 197954
HD 197954，又名BD-03 5018，SAO 144802、HR 7946，是一颗恒星，视星等为6.27，位于銀經44.66，銀緯-26.72，其B1900.0坐标为赤經20h 41m 51.6s，赤緯-2° -26.72′ 9″。